# Dipamkara

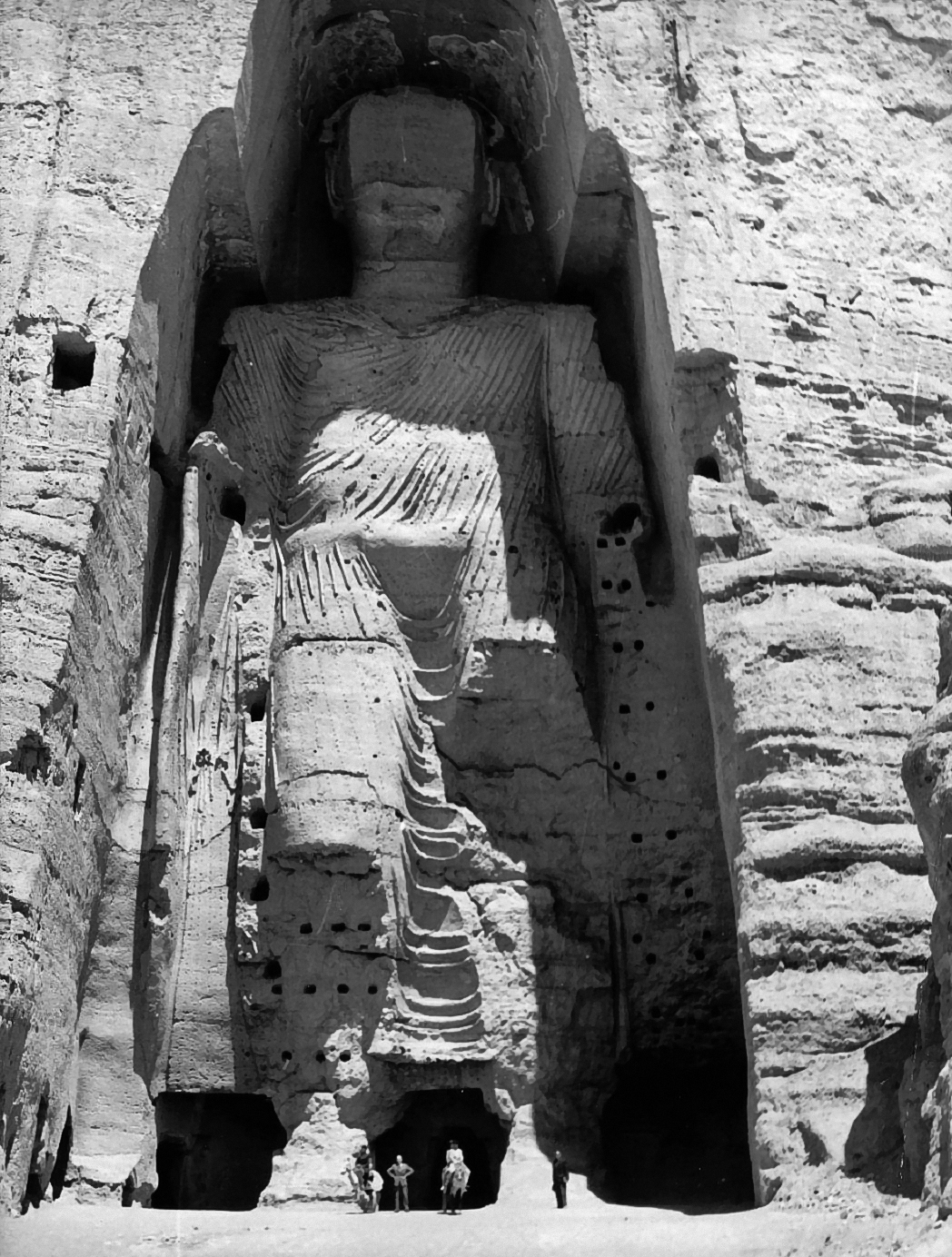
Die größere der beiden Buddha-Statuen von Bamiyan war ein Bildnis des Buddha Dīpaṃkara

Dīpaṃkara, auch Dipankara (sanskrit dīpaṃkara; pali dīpaṃkara; chinesisch 燃燈佛 / 然灯佛, Pinyin rándēng fó, 燃燈古佛 / 然灯古佛,  rándēng gǔfó; tibet. mi slob མི་སློབ་; mongolisch Chula Choqiaqchi), war gemäß der buddhistischen Überlieferung ein Buddha, der, wie beispielsweise auch die Buddhas Kashyapa und Kanakamuni, vor dem Erscheinen des vierten Buddhas dieses Äons, Buddha Shakyamuni, als vorzeitiger Buddha gewirkt hat. Die Lebenszeit des Dīpaṃkara lässt sich ungefähr auf das 3. oder 4. Jahrtausend v. Chr. vermuten und soll 1000 Jahre gedauert haben.
Der Name Dīpaṃkara bedeutet „Anzünder (sans. kara) der Leuchte (sans. dīpa)“. Die Erlangung des Erwachens des Buddha Dīpaṃkara wird im „Butterlampen-Sutra“ (auch „Die Lampen-Geschichte des Königs mit der goldenen Hand“) beschrieben. In den Traditionen des südlichen Buddhismus (vgl. Hinayana, Theravada) wird er als der 24. Buddha angesehen, im nördlichen Buddhismus (vgl. Mahayana) gilt er als der 52. Buddha.
Er ist auch unter dem Namen Dvipankara (etwa Buddha der Inseln) bekannt. Bei buddhistischen Seeleuten wird er als der Beruhiger der Wellen verehrt. Die Fundstellen seiner Statuen sind ein guter Wegweiser entlang deren Seerouten.

## Darstellung
Dīpaṃkara wird üblicherweise sitzend und als Buddha gekleidet dargestellt; d. h. sein Gewand bedeckt, außer bei manchen indischen und den ältesten japanischen Bildnissen, nur die rechte Schulter. Seltenere Darstellungen, die ihn stehend zeigen, sind vor allem in China und Thailand zu finden, vereinzelt auch in früher indisch beeinflussten Regionen. Mit der rechten Hand führt er meist die Abhaya-Mudra (Geste des Schutzes, Wohlwollens und Friedens) aus; in Thailand manchmal auch mit beiden Händen zugleich.
Einzeldarstellungen des Dīpaṃkara sind rar. Fast immer steht er im Zentrum von Dreiergruppen, begleitet von zwei Bodhisattvas: in Java zwischen Manjushri und Vajrapani und in Sri Lanka zwischen Avalokiteshvara und Vajrapani. In den Ländern der Himalayaregion (v. a. Tibet, Nepal) wird er oft in Begleitung des Buddha Shakyamuni und des zukünftigen Buddha Maitreya gezeigt.
Zu den bekanntesten Darstellungen zählen jene in Bamiyan in Afghanistan, wo die größere der 2001 zerstörten Skulpturen Dīpaṃkara zeigte, sowie jene in den Longmen- und den Yungang-Grotten in China.

## Bodhisattva-Versprechen Buddha Shakyamunis
Buddha Shakyamuni soll in einer früheren Inkarnation, zur Zeit des Buddha Dīpaṃkara, zu dessen Füßen, das Bodhisattva-Versprechen abgelegt haben. Daraufhin prophezeite ihm Dīpaṃkara, dass er im nächsten glücklichen Zeitalter als Buddha mit Namen Shakyamuni („Der Weise aus dem Geschlecht der Shakya“) erleuchtete Lehren in die Welt setzen würde.